# أحمد وهبي
أحمد وهبي (1921-1993) أحد مؤسسي الأغنية الوهرانية الحديثة الطابع الذي سمي آنذاك بالعصري رفقة بلاوي الهواري. نشأ العصري إبان أربعينيات القرن العشرين متأثرا بالموسيقى العربية خاصة المصرية وكبار فنانيها كمحمد عبد الوهاب وفريد الأطرش. أعطى أحمد وهبي للأغنية الوهرانية طابعا عصريا حافظ على الكلمات والإيقاعات الوهرانية مع نكهة مشرقية.

## النشأة
ولد أحمد وهبي واسمه الحقيقي هو أحمد دريش التيجاني في 18 نوفمبر 1921 بمدينة مرسيليا الفرنسية لأب جزائري وأم فرنسية ذات أصول إيطالية.
نشأ وتربى هو وأخته الكبرى يتيما الأم بعدما فقدها وهو ابن أربعة أشهر، في بيت جده بالحي الشعبي «المدينة الجديدة» بمدينة وهران، تأثر كثيرا بصوت والده المؤذن.
التحق بالكشافة الجزائرية فرع «النجاح» الذي أسس بوهران في 1937 حيث بدأ اهتمامه بالموسيقى ينمو، حيث كان يؤدي الأناشيد الوطنية. في سنة 1942 شارك في الغناء مع الفرقة التي كان يقودها الفنان بلاوي الهواري في أداء أغنية ناداني قلبي لمحمد عبد الوهاب. في نهاية الأربعينيات التقى مع الشاعر عبد القادر الخالدي

## المشوار الفني
بدأ وهبي مشواره الفني الاحترافي في مجال الطرب والتلحين بصحبة عبد القادر الخالدي الذي صار كاتب كلماته الأول. التحق سنة 1947 بمعهد الموسيقى في باريس وهناك تشبّع بروائع الموسيقى العالمية ونمى طاقته وموهبته الفنية. قضى وهبي فترة عشر سنوات 1947 – 1957 مغتربا في فرنسا.
بدأ سجله بأغنية «وهران وهران» التي يقص فيها تجربة أبيه مع الغربة، فكانت نجاحا مخلدا لتوالى الأعمال الرائعة مثل : علاش تلوموني، يا طويل الرقبة، الغزال. وهذا بالتعاون مع عبد القادر الخالدي الذي أمده بأجمل نصوصه التي خلدت كل واحد منهما.

## وفاة
توفي أحمد وهبي كروان الأغنية الوهرانية يوم 28 أكتوبر 1993 إثر مرض عضال ودفن بمقبرة سيدي يحيى ببئر مراد رايس بالجزائر العاصمة.

## روابط خارجية
- أحمد وهبي على موقع ميوزك برينز (الإنجليزية)
- أحمد وهبي على موقع ديسكوغز (الإنجليزية)